# Kortesaari (ö i Kuhmois, Päijänne, Lampsalo)
Kortesaari är en ö i Finland. Den ligger i sjön Päijänne och i kommunen Kuhmois i den ekonomiska regionen  Jämsä  och landskapet Mellersta Finland, i den södra delen av landet, 150 km norr om huvudstaden Helsingfors. Öns area är 0,5 hektar och dess största längd är 110 meter i nord-sydlig riktning.